# Iris Firmenich

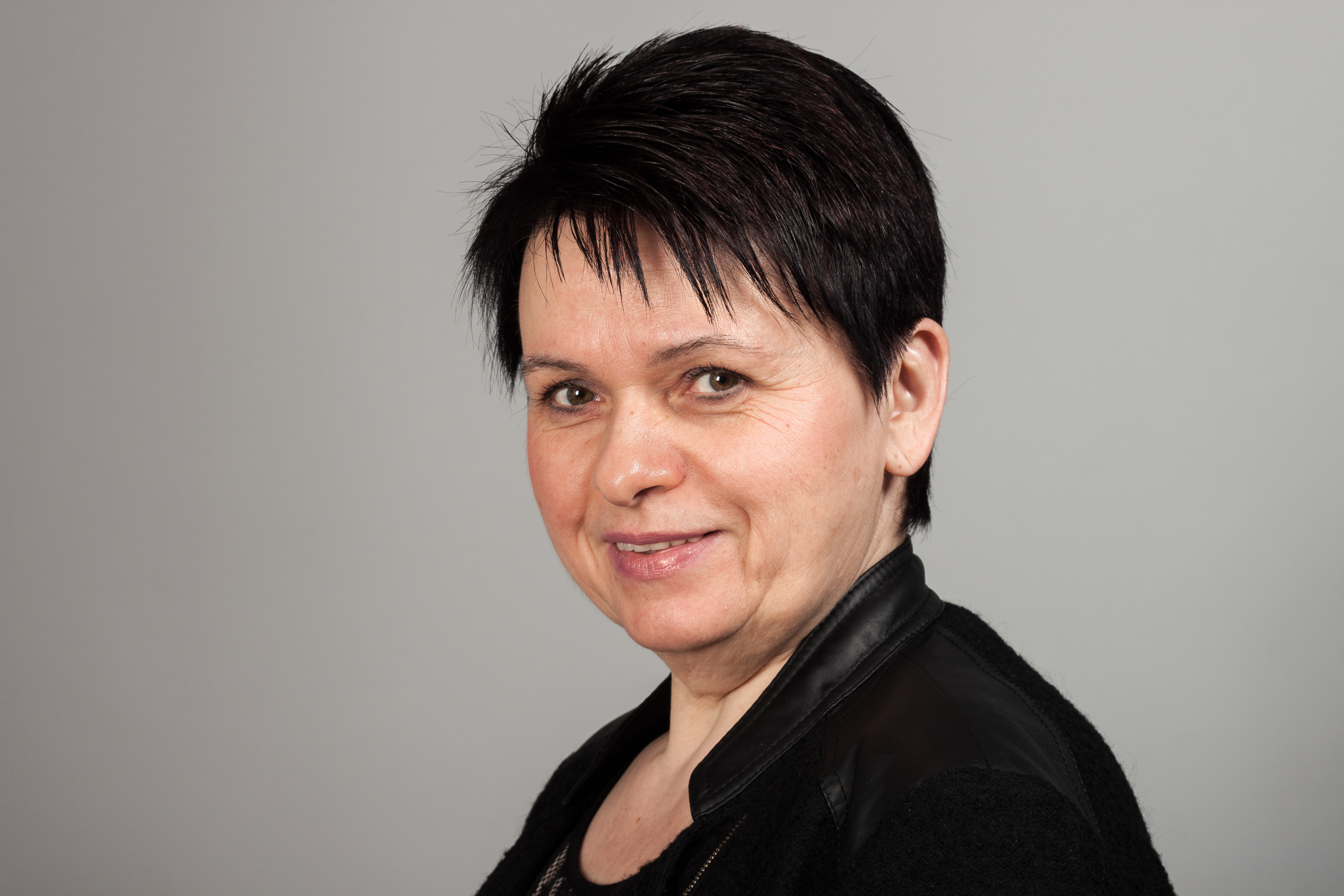
Iris Firmenich (2013)

Iris Firmenich (* 13. Januar 1961 in Burgstädt) ist eine sächsische Politikerin (CDU) und Abgeordnete des Sächsischen Landtags.

## Ausbildung und Beruf
Iris Firmenich machte nach dem Abitur eine Ausbildung als Zootechniker/Mechanisator. Nach einem Fernstudium zum Diplom-Agraringenieurökonom war sie ab 1980 Mitarbeiterin im Bereich Planung, später Sektorenleiterin Betriebswirtschaft in der Abteilung Landwirtschaft beim Rat des Kreises Hainichen. Ab 1989 war sie Mitarbeiterin im Bereich Handel, später Verkaufsleiterin bei der Bäuerlichen Handelsgenossenschaft BHG Hainichen. Ab 1991 arbeitete sie als wissenschaftliche Mitarbeiterin beim damaligen Landtags-, später Bundestagsabgeordneten Gottfried Tröger.
Iris Firmenich ist evangelisch-lutherisch, verheiratet und hat drei Kinder. Ihr Ehemann war der Bürgermeister der Stadt Frankenberg/Sa.

## Politik
Von 1983 bis 1989 war Iris Firmenich Mitglied der DBD. Seit 1992 ist sie Mitglied der CDU und war Vorsitzende des CDU-Stadtverbandes Mittweida und seit Oktober 1999 für den Wahlkreis Mittweida 1 Mitglied des Sächsischen Landtags. Im Landtag war sie seit November 2004 stellvertretende Vorsitzende des Ausschusses für Soziales, Gesundheit, Familie, Frauen und Jugend, und Mitglied im Ausschuss für Wissenschaft und Hochschule, Kultur und Medien, sowie Mitglied im 1. Untersuchungsausschuss der 4. Wahlperiode (Sächsische Landesbank). Von 2009 bis 2014 war sie stellvertretende Vorsitzende der CDU-Fraktion, sowie Mitglied im Ausschuss für Wissenschaft und Hochschule, Kultur und Medien und im Arbeitskreis Schule und Sport. Darüber hinaus war sie seit April 2012 eine von 19 Mitgliedern im dritten Untersuchungsausschuss der 5. Wahlperiode des ersten sächsischen NSU-Untersuchungsausschusses „Neonazistische Terrornetzwerke in Sachsen“.
Firmenich war von 2009 bis 2014 Mitglied des Kreistages im Landkreis Mittelsachsen. Von 2014 bis 2022 saß sie im Stadtrat der Stadt Frankenberg. Sie war von 2012 bis 2016 Landesvorsitzende des Sächsischen Landfrauenverbandes.

## Belege
1. ↑  Eigene Netzseite: Lebenslauf, 21. Januar 2021
2. ↑  Landtagswahl Sachsen 2019 Ergebnisse Wahlkreis Mittelsachsen 3, abgerufen am 5. September 2019.
3. ↑  Meldung Wechsel im Stadtrat, Website der Stadt Frankenberg/Sa., abgerufen am 29. März 2022.

| Personendaten    | Personendaten                   |
| ---------------- | ------------------------------- |
| NAME             | Firmenich, Iris                 |
| KURZBESCHREIBUNG | deutsche Politikerin (CDU), MdL |
| GEBURTSDATUM     | 13. Januar 1961                 |
| GEBURTSORT       | Burgstädt                       |